# Le Soleil a promis de se lever demain
Pour plus de détails, voir Fiche technique et Distribution.
Le Soleil a promis de se lever demain est un court métrage diffusé en 1995.

## Synopsis
À la mort de sa grand-mère, la vie de "Petit Bus" bascule et change de couleur. Il choisit, pour survivre, de s'enfuir et de rejoindre sa mère qu'il ne connaît pas. Avec pour unique information, qu'elle habite peut-être Pornic. Son chemin croise celui d'Alex et de Jeanne.

## Fiche technique
- Titre : Le Soleil a promis de se lever demain
- Réalisation : Fabienne Godet
- Scénario : Fabienne Godet
- Musique : François Gondouin
- Photographie : Matthieu Poirot-Delpech
- Montage : Marion Monestier
- Pays :  France
- Genre : Comédie dramatique
- Durée : 23 minutes
- Dates de sortie : 
  -  France : 1995

## Distribution
- Valery de Peloux
- Nathalie Richard
- Christian Bouillette